# Élété
 (mars 2019).
 (mars 2019).
Si vous disposez d'ouvrages ou d'articles de référence ou si vous connaissez des sites web de qualité traitant du thème abordé ici, merci de compléter l'article en donnant les références utiles à sa vérifiabilité et en les liant à la section « Notes et références ».
Élété, né Élété Rimtobaye à N'Djaména est un auteur-compositeur-interprète tchadien.

## Biographie
Élété Rimbotaye entame sa carrière musicale à l'âge de huit ans, en jouant du tambour avec ses frères et sœurs. Ces derniers sont membres du groupe tchado-montréalais H'Sao.
Il exerce ensuite comme chanteur,, guitariste et percussionniste.
En 2012, Élété produit avec son frère Izra L un premier album intitulé Uncontrollables. Au Tchad, il est connu notamment grâce au vidéoclip Yang'ha.
En 2016, il sort au Québec un album solo Taar (« amour » en langue sara) composé de onze titres, avec la participation d'Élage Diouf, Tibass Kazematik, Ilam, Didier Awadi et Sarahmée.
Il fonde le groupe K'Lana Vibes avec Isabelle Vadeboncoeur et Begine Owuo Kebibaya[réf. nécessaire].
Il vit au Québec depuis 2009,,.

## Œuvres

### Vidéoclips
- Tourner la tête (B&M)
- Anita (Roos Prod)
- On reprend à zéro (Cheetah Studios)
- Mad'Tam (dirigé par Seif Abdelkerim)
- Je m'ennuie (Gonz Shutter Films)
- Bisoute moi

#### Avec IZra
- Yang'ha Yangha Girls (Izbiz Productions, réalisation : Dona Bei)
- Land Of My Freedom (God Bless Africa)
- Tapo Chabab (avec la collaboration de Rita Lahkim)
- M'Tary (Par Lexa & Izbiz Productions)
- N'djamenoise (Reine du sable, dirigé par Seil Abdelkerim)

## Prix
- 2011 : Lauréat d'un Syli de bronze de la musique du monde du Festival International Nuits d'Afrique[10]
- 2009 : Médaille d'or aux Jeux Cen-Sad à Niamey[10]